# 오타케 마사토
오타케 마사토(일본어: 大嶽 真人, 1971년 8월 31일 ~ )는 일본의 전 축구 선수로 과거 세레소 오사카에서 활동했으며 오타케 나오토 현 FC 오사카 감독의 친동생이다.

## 선수 시절
1994년 세레소 오사카에 입단한 후 그 해에 열린 천황배 준우승을 경험했지만 2년동안 8경기 출장에 그쳤다.